# Shire of Narrogin
Shire of Narrogin is een lokaal bestuursgebied (LGA) in de regio Wheatbelt in West-Australië. Het ontstond op 1 juli 2016 door de samenvoeging van de Town of Narrogin en de Shire of Narrogin.

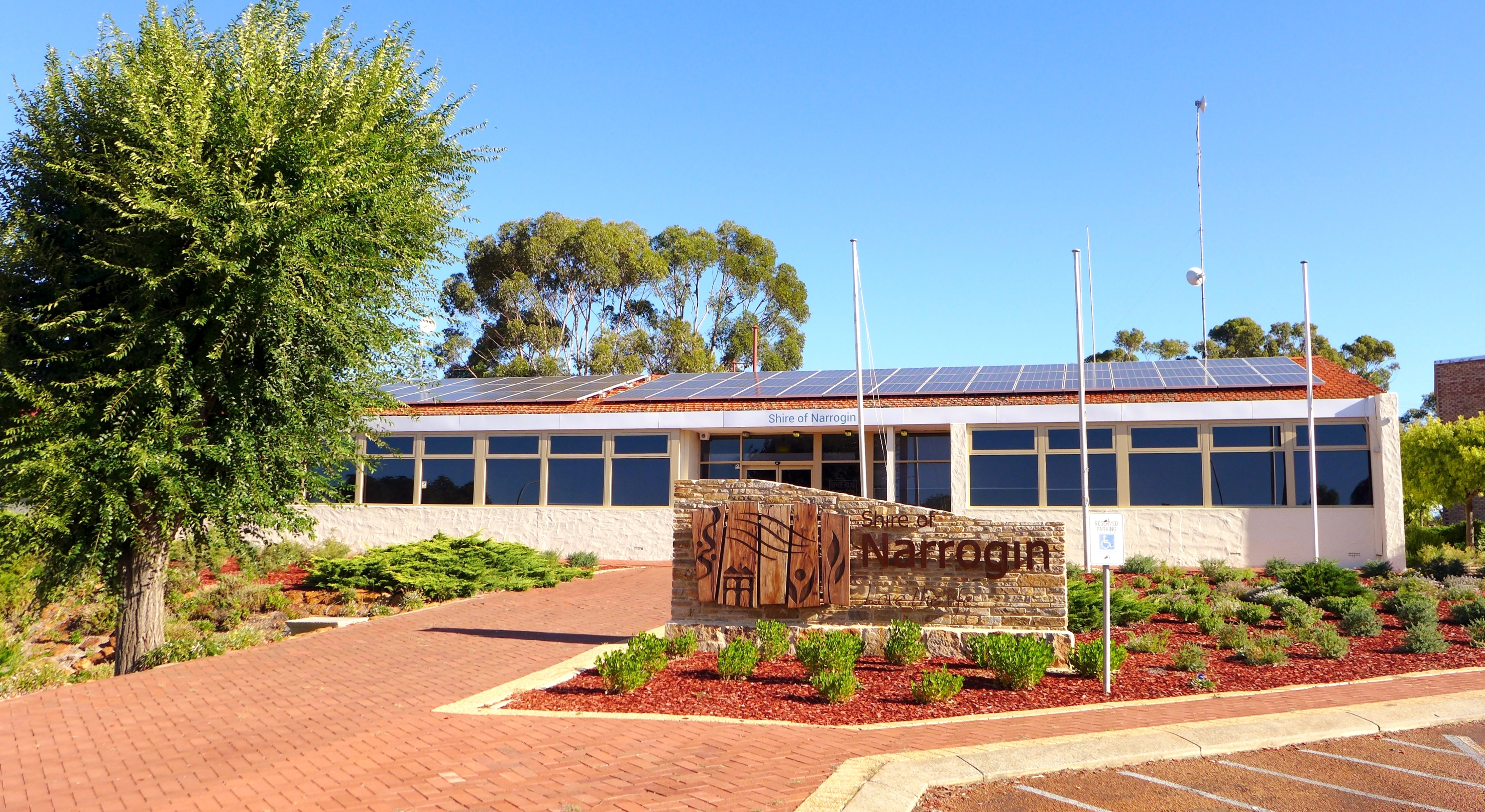
Kantoren Shire in 2018

## Geschiedenis
Op 19 mei 1892 werd het Narrogin Road District opgericht en op 13 april 1906 het Narrogin Municipal District. Ten gevolge de Local Government Act van 1960 werden die respectievelijk tot de Shire of Narrogin en de Town of Narrogin hernoemd.
Referenda in 1999 en 2004 besloten tegen het samengaan van beide bestuursgebieden. Op 1 juli 2016 werden beide bestuursgebieden desondanks samengevoegd onder de naam Shire of Narrogin.

## Beschrijving
De Shire of Narrogin is ongeveer 1.630 km² groot. Het ligt in de regio Wheatbelt, 193 kilometer ten zuidoosten van de West-Australische hoofdstad Perth. Het district heeft 248,4 kilometer verharde en 556,2 kilometer onverharde weg.
In 2021 telde Shire of Narrogin 4.779 inwoners. De hoofdplaats is Narrogin.

## Plaatsen, dorpen en lokaliteiten
- Boundain
- Highbury
- Narrogin
- Nomans Lake
- Yilliminning

## Bevolkingsaantal
| Jaar | Bevolkingsaantal |
| ---- | ---------------- |
| 1911 | 889              |
| 1921 | 1.117            |
| 1933 | 1.217            |
| 1947 | 844              |
| 1954 | 966              |
| 1961 | 972              |
| 1966 | 1.010            |
| 1971 | 905              |
| 1976 | 843              |
| 1981 | 813              |
| 1986 | 680              |
| 1991 | 862              |
| 1996 | 867              |
| 2001 | 843              |
| 2006 | 830              |
| 2011 | 875              |
| 2016 | 5.162            |
| 2021 | 4.779            |